# Цыганский барон (фильм, 1988)
«Цыганский барон» — советский телевизионный музыкальный фильм, поставленный на студии «Лентелефильм» в 1988 году режиссёром Виктором Окунцовым по одноимённой оперетте Иоганна Штрауса.

## Сюжет
За основу сценария взята пьеса драматурга  Василия Шкваркина по новеллам Мора Йокаи.
Из странствий на родину возвращается барон Шандор Баринкай, который в своем родовом поместье застает табор цыган. Шандор влюбляется в Саффи, совершает брак по цыганскому обычаю. Цыганский табор пытается выжить с территории местный богач свиноторговец Зупан. Шандор возглавляет сопротивление против Зупана, за что получает титул «цыганского барона» и тюремный арест со стороны комиссии нравственности.
Разрешает ситуацию губернатор Омонай, который опознает в Шандоре своего племянника, наследника помещика Баринкая, тут же выясняется, что Саффи — не цыганка, а его кузина, богатая наследница знатного графского рода

## В ролях
- Кира Данилова — Саффи, дочь губернатора барона Омоная (поёт Любовь Казарновская)
- Виктор Краславский — Шандор Баринкай (поёт Олег Кленов)
- Николай Трофимов — Зупан, отец Арсены, барон-свинолюб
- Ольга Волкова — Мирабелла
- Людмила Филатова — Чипра
- Андрей Анкудинов — Стефан
- Владимир Козлов — Карнеро, королевский судья
- Елена Перцева — Арсена (поёт Ольга Кондина)
- Игорь Дмитриев — Омонай, губернатор (поёт Альфред Шаргородский)
- Игорь Бедных — жених Арсены
- Борис Смолкин — слуга Зупана
- Б. Лангус
- Татьяна Николаева
- С. Берлин
- Е. Анисимова
- Игорь Иванов — адъютант губернатора Омонай
- Толя Дергачёв
- В эпизодах артисты ленинградских театров
- Савенкова, Татьяна Аркадьевна

## Съёмочная группа
- Композитор: Иоганн Штраус «Цыганский барон»
- Автор сценария: Виктор Окунцов
По пьесе Василия Шкваркина
- Режиссёр-постановщик: Виктор Окунцов
- Оператор-постановщик: Николай Горский
- Художник-постановщик: Владимир Лебедев
- Художник по костюмам: Г. Джигизян
- Музыкальный руководитель и дирижёр: Станислава Горковенко

## Факты
- Фильм снят по пьесе Василия Шкваркина, которая в 30-х годах пришла на смену оригинальной пьесе Игнаца Шницера, либреттиста Штрауса[1]
- Для актрисы Ольги Волковой эта роль стала второй  в экранизациях оперетт Штрауса (за десять лет до этого она играла в фильме «Летучая мышь»)[2]
- Перлы из фильма «Цыганский барон» вошли в сборник «Большой словарь: Крылатые фразы отечественного кино» (составитель А. Ю. Кожевников)